# Fortaleza (Brasil)
Fortaleza es un municipio de Brasil y ciudad capital del estado de Ceará. Importante centro turístico, comercial y financiero, es una de las tres ciudades más importantes de la región Nordeste de Brasil, junto a Recife y Salvador.
Fundada en el año 1726, la ciudad se convirtió en capital en el 1799, cuando Ceará obtuvo su autonomía administrativa. Su nombre hace referencia a la fortaleza Schoonenborch, construida por los neerlandeses que estuvieron en la región entre los años 1649 y 1654.
La ciudad se ubica en la costa del estado, posee 34 km de playas y está a una altitud de 21 metros sobre el nivel del mar. Con una superficie de 313,14 km² y una población de 2 610 116 habitantes, presenta la más grande densidad demográfica entre las capitales de Brasil (8 001 hab/km²) y es la quinta ciudad más grande del país. El municipio y su conurbano (la denominada Região Metropolitana de Fortaleza, o RMF) tienen una población de 4 019 320 habitantes.
El municipio de Fortaleza tiene un PBI anual de 59,7 mil millones de reales, siendo la séptima ciudad más rica de Brasil y la más rica de la región Nordeste, con la séptima mayor paridad del poder adquisitivo del país.
Fortaleza es la capital brasileña más cercana a Europa, distante aproximadamente 5 608 km de Lisboa, Portugal. El 31 de mayo de 2009, la ciudad fue anunciada por el Comité Ejecutivo de la FIFA como una de las sedes de la Copa Mundial de Fútbol de 2014.

## Historia

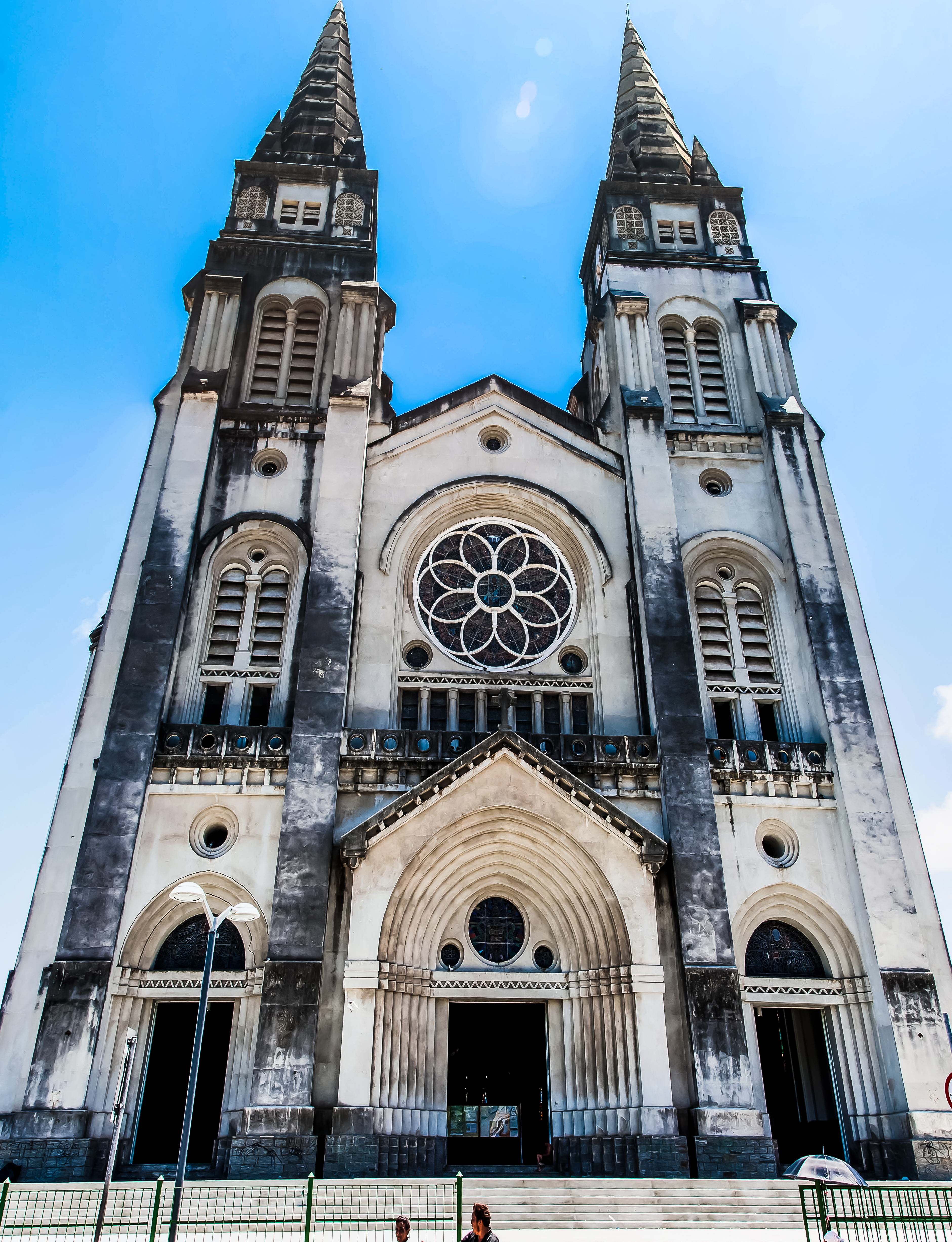
Catedral Metropolitana de Fortaleza.

La historia de Fortaleza comenzó en 1649, cuando llegó la segunda expedición neerlandesa al estado de Ceará (la primera no había tenido éxito en fundar un pueblo). Esta nueva expedición construye en las márgenes del río Pajeú, el Fuerte Schoonenborch, rebautizado, muchos años después, con el nombre de "Fortaleza de Nuestra Señora de la Asunción".
Fortaleza es la quinta ciudad del Brasil según su población, superada por, São Paulo, Río de Janeiro, Salvador de Bahía, y Brasilia.
En 1726, el fuerte fue elevado a condición de villa y, en 1823, ganó el estatus de ciudad por el Emperador Pedro I de Brasil, llamándola Fortaleza de Nova Bragança y, posteriormente, Fortaleza de Nuestra Señora de la Asunción.
La exportación de algodón hacia Inglaterra impulsó el desarrollo industrial y comercial de la ciudad. A partir de ahí Fortaleza pasó a tener el papel de capital del Estado, posición que se intensificó después con la construcción de los ferrocarriles que transportaban hasta el puerto la producción agrícola del interior.
La catedral Metropolitana de Fortaleza fue iniciada en 1938 e inaugurada en 1978, fue realizada según el proyecto del arquitecto francés George Maunier.

## Demografía

### Población histórica
En la actualidad, con alrededor de 2,6 millones de habitantes la ciudad de Fortaleza se convierte en la quinta ciudad más poblada de Brasil (después de São Paulo, Río de Janeiro, Brasilia y Salvador de Bahía).
| Población Histórica del municipio de Fortaleza | Población Histórica del municipio de Fortaleza | Población Histórica del municipio de Fortaleza |
| Año                                            | Habitantes                                     | Fuente                                         |
| ---------------------------------------------- | ---------------------------------------------- | ---------------------------------------------- |
| 1872                                           | 42 458                                         | Censo brasileño de 1872                        |
| 1890                                           | 40 902                                         | Censo brasileño de 1890                        |
| 1900                                           | 48 369                                         | Censo brasileño de 1900                        |
| 1920                                           | 78 536                                         | Censo brasileño de 1920                        |
| 1940                                           | 180 185                                        | Censo brasileño de 1940                        |
| 1950                                           | 270 169                                        | Censo brasileño de 1950                        |
| 1960                                           | 514 818                                        | Censo brasileño de 1960                        |
| 1970                                           | 872 702                                        | Censo brasileño de 1970                        |
| 1980                                           | 1 338 793                                      | Censo brasileño de 1980                        |
| 1991                                           | 1 765 794                                      | Censo brasileño de 1991                        |
| 2000                                           | 2 138 234                                      | Censo brasileño de 2000                        |
| 2010                                           | 2 452 185                                      | Censo brasileño de 2010                        |
| 2019                                           | 2 669 340                                      | Estimaciones del IBGE                          |

### Composición étnica

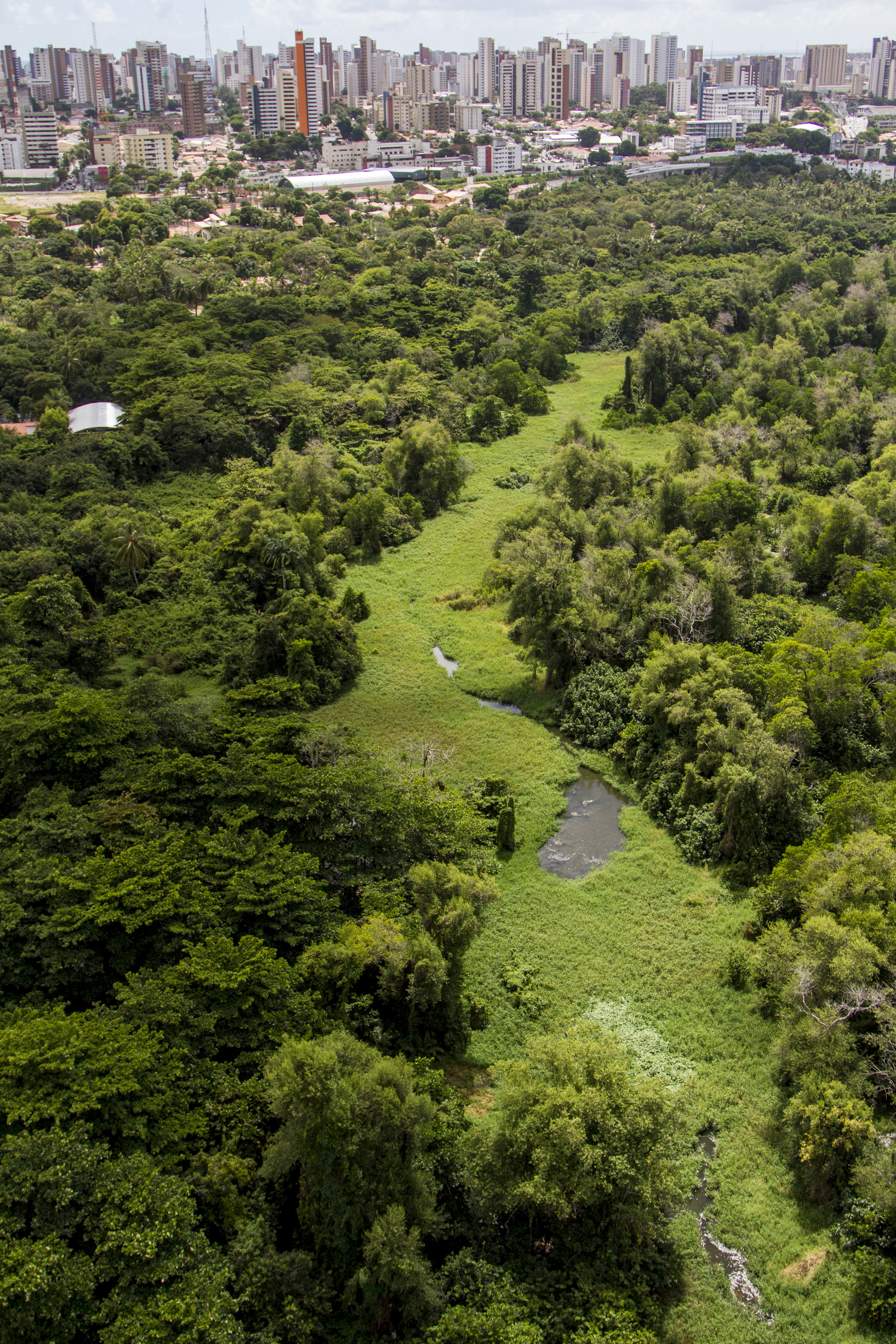
Parque de Cocó.

De acuerdo con un estudio genético autosómico de 2011, los pardos y blancos de Fortaleza, que son la mayoría de la población, tienen ancestralidad predominante europea (>70%), con importante aporte africano e indígena.

### Diversidad sexual
Según datos del IBGE (Instituto Brasileiro de Geografia e Estatística), divulgados en octubre de 2012, Fortaleza es la ciudad de Brasil con el cuarto mayor número de parejas gais (1.559), después de São Paulo (7.532), Río de Janeiro (5.612) y Salvador de Bahía (1.595).
En el 2009, una investigación llamada Mosaico Brasil, realizada por el Instituto de Psiquiatria do Hospital das Clínicas de la Universidade de São Paulo, encuadra Fortaleza como la ciudad de Brasil que tiene el segundo mayor porcentaje de individuos no-heterosexuales, con un 18,7% de su población compuesto tanto por homosexuales como bisexuales, de los cuales un 10,6% sería de hombres y un 8,1% de mujeres. En este ranking, la ciudad vendría detrás solamente de Río de Janeiro (con un 19,3% de la población siendo homo/bisexual).

## Geografía

### Playas
- Praia de Iracema

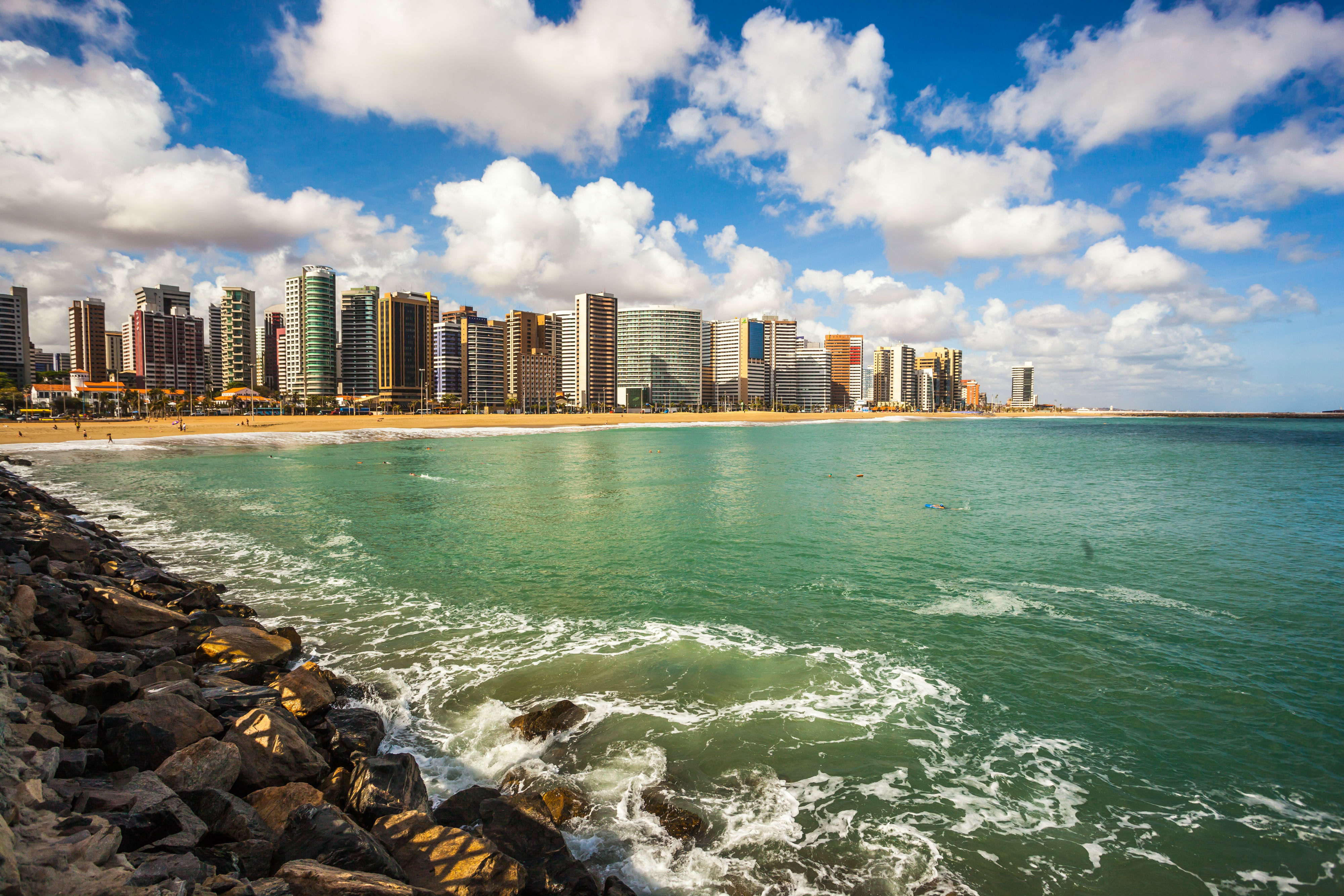
Playa de Iracema.

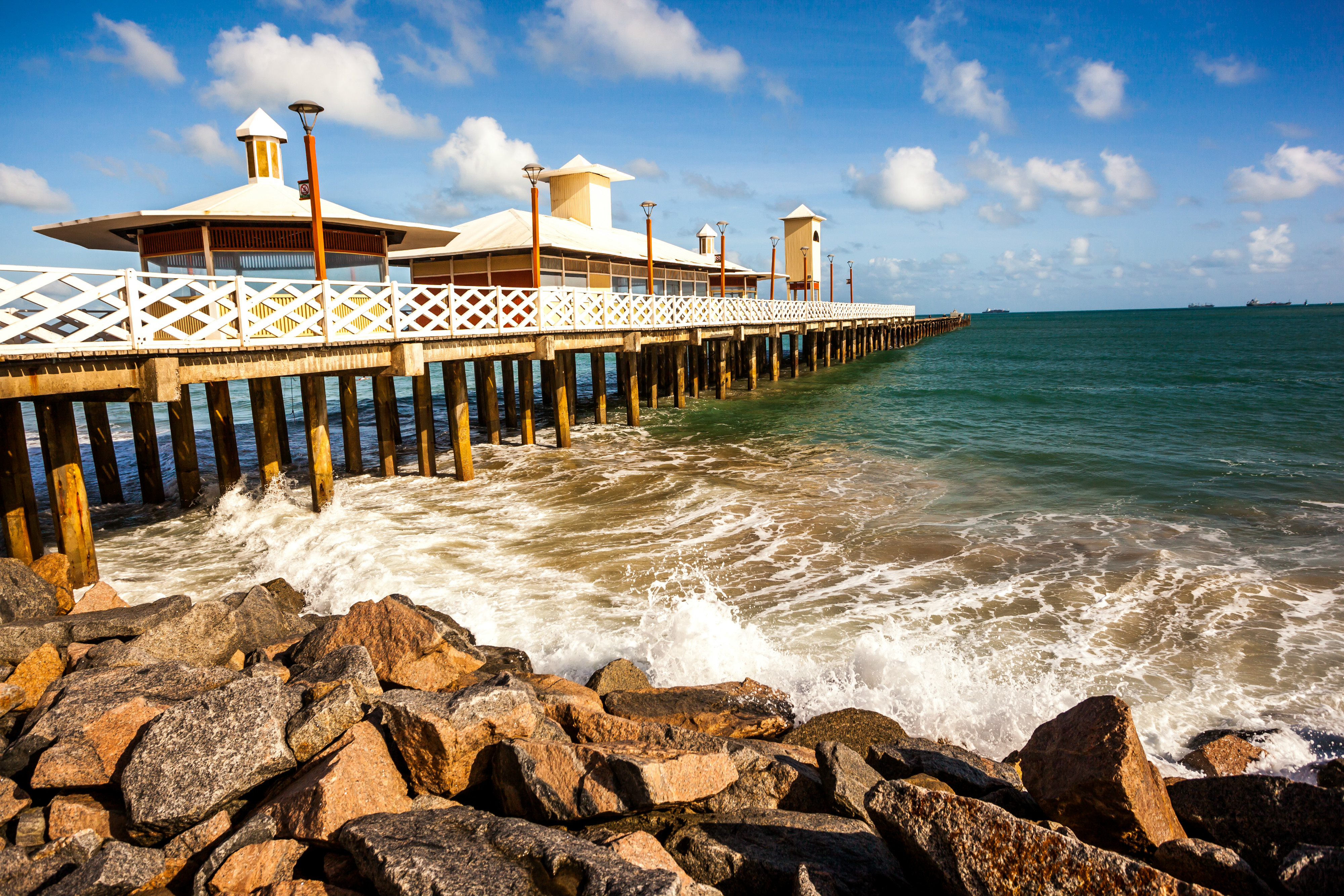
Ponte de los Ingleses, en la Playa de Iracema.

El nombre de esta playa – que también es el nombre del barrio en el que está ubicada – viene del personaje de la famosa novela de mismo nombre, Iracema (1865), del importante escritor cearense José de Alencar.
Como consecuencia de la construcción del puerto de Mucuripe (entre las décadas de 1930 y 1940), la playa de Iracema perdió, en 50 años, 200 metros de faja de arena. En el 2001, para contener el rápido avance del mar, fue reconstituida artificialmente esta faja de la playa que había desaparecido, con 1.500.000 m³ de sedimentos a lo largo de un trecho de más de 1 km de extensión, conocido hoy en día como Aterro da Praia de Iracema, entre las calles Ildefonso Albano y Rui Barbosa. También fue construido el espigón ubicado en la altura de esta última calle.
Desde que fue reconstituida, la faja de playa donde está el Aterro ha sido escenario de numerosos eventos, como importantes partidos de vóley playa, fútbol playa y megashows. Seguramente, el evento anual más importante que ocurre en el lugar es el Réveillon de Fortaleza (Fiesta de Año Nuevo de Fortaleza), organizado desde 2005 y que se ha establecido como tradición en la ciudad, siendo el más grande evento público del estado y el segundo más grande réveillon de Brasil (1,5 millón de personas en su edición de 2012).
La extensión de Praia de Iracema también comprende un trecho un poco menos movido, que va desde el Puente Viejo (Ponte Velha) hasta el espigón de la calle João Cordeiro. Sin embargo, esta zona posee 2 puntos turísticos famosos: Pirata y el Puente Metálico (Ponte Metálica). El primero es un bar en el que se toca forró, ritmo de la región Nordeste de Brasil e identidad musical de Ceará. El segundo, a diferencia de lo que anuncia su nombre, no es un puente y tampoco es metálico. Su nombre original es Ponte dos Ingleses y se trata de un muelle de madera que heredó, después de la remodelación de 1994, el nombre del hoy conocido como Puente Viejo, que, de hecho, es metálico y revestido de concreto.
En el 2008, fue anunciada la construcción de un acuario que sería el más grande del hemisferio sur, en el barrio Praia de Iracema, en frente al mar, en el trecho entre el Puente Viejo y el Puente Metálico. Esta obra estaría lista hasta la realización de la Copa Mundial de Fútbol de 2014.
En el 2010, fue concluida una obra de remodelación del paseo marítimo de Praia de Iracema (Calçadão da Praia de Iracema). El nuevo piso, con superficie llana y lisa, pasó a permitir la práctica del patinaje sobre ruedas, hoy común en este paseo. La obra también remodeló el espigón de la calle Rui Barbosa.
- Praia do Náutico

Es llamada de esta manera por su proximidad al club Náutico Atlético Cearense, uno de los más tradicionales de Fortaleza.
La playa se extiende desde el espigón de la avenida Rui Barbosa hasta las rocas de la zona de Volta da Jurema. Los pocos paradores en su corta extensión presentan una estructura inferior a los de Praia do Futuro, lo que los hace parecer pintorescos. El gran atractivo de esa playa, tal vez, no sea la playa en sí, sino todo lo que se puede hacer y encontrar sobre el paseo de Avenida Beira-Mar.
En el paseo marítimo de Beira-Mar (Calçadão), ocurre la tradicional feria de artesanías (Feirinha da Beira-Mar), todos los días de la semana. A lo largo del paseo, hay presentaciones de artistas callejeros, programaciones infantiles, restaurantes, etc. Sobre la otra mano, se concentra la gran mayoría de los hoteles de la ciudad. Sin dudas, esta avenida costanera, además de uno de los símbolos de la ciudad, es el corazón turístico de Fortaleza.
En el año 2000, todo el paseo de Beira-Mar, desde el espigón de Rui Barbosa hasta el Mercado de Pescados (Mercado dos Peixes), en el barrio Mucuripe, fue remodelado. En diciembre de 2009, se anunció el proyecto arquitectónico vencedor de un concurso para una nueva remodelación del paseo, que tiene en vista la Copa Mundial de Fútbol de 2014. Según tal proyecto, el paseo, además de ser totalmente cambiado, recibiría un tranvía que recorrería toda su extensión.
- Titanzinho

La playa de Titanzinho es la menor playa de Fortaleza y no es para nada turística. Sin embargo, la construcción, en los años 1940, de dos espigones – entre los que está ubicada la playa – ha creado condiciones favorables a la generación de olas consideradas muy buenas para la práctica del surf. Tal hecho convirtió la playa en una de las mayores cunas del surf brasileño, habiendo producido innumerables campeones del deporte, como Tita Tavares, Fábio Silva, Pablo Paulino, André Silva y otros.
Titanzinho está en frente a una comunidad con varios problemas sociales, como pobreza y un alto índice de criminalidad, lo que aleja a los fortalecenses en general y a los turistas. La playa ha sido tema del documental francés Titan Kids, de la directora y surfista Lee-Ann Curren, hija del tricampeón mundial de surf Tom Curren, que presenta este deporte como una alternativa para los jóvenes de la comunidad frente al uso de drogas y a la violencia.
En el 2010, Titanzinho ha sido motivo de calurosos debates, en Fortaleza, ante la declaración de interés del Gobierno de Ceará en la instalación de un astillero naval en este lugar, que también presentaba muy favorables condiciones geográficas para la operación de este tipo de industria. En el mismo año, la Alcaldía de Fortaleza prohibió su construcción en esta playa.
- Praia do Futuro

Según estudios del Centro de Investigaciones de Eletrobrás (Cepel), Praia do Futuro posee el segundo mayor nivel de oxidación marina del mundo, después del mar Muerto, en Israel. Esta característica es, muy probablemente, la razón por la que esta zona no ha tenido mucha explotación inmobiliaria. Por ello, esta playa – que ya ha sido llamada de "barrio de fin de semana" – tiene muchas favelas cercanas y es algo peligrosa a la noche.
Paradójicamente, es una de las playas más turísticas, seguramente por ofrecer una muy buena infraestructura a sus frecuentadores. A lo largo de sus 7,5 km, hay numerosos paradores (barracas de praia), todos con restaurante y seguridad privada y algunos son temáticos, con pileta, parque infantil, duchas, servicios de masaje, etc. Las barracas también ofrecen programación nocturna, como presentaciones humorísticas, fiestas y, los jueves, la tradicional caranguejada ("cangrejazo").
Según el Ministerio Público de Brasil, los paradores estarían ocupando y explotando comercialmente un espacio público y de uso común de la población. También dificultarían el acceso de la población a la playa. Paradores abandonados que han sido demolidos por determinación de la Justicia. La pelea judicial entre empresarios y Gobierno, sin embargo, se extiende desde noviembre de 2005. Mientras tanto, las barracas restantes siguen en plena operación.

### Clima
| Parámetros climáticos promedio de Fortaleza, Ceará | Parámetros climáticos promedio de Fortaleza, Ceará | Parámetros climáticos promedio de Fortaleza, Ceará | Parámetros climáticos promedio de Fortaleza, Ceará | Parámetros climáticos promedio de Fortaleza, Ceará | Parámetros climáticos promedio de Fortaleza, Ceará | Parámetros climáticos promedio de Fortaleza, Ceará | Parámetros climáticos promedio de Fortaleza, Ceará | Parámetros climáticos promedio de Fortaleza, Ceará | Parámetros climáticos promedio de Fortaleza, Ceará | Parámetros climáticos promedio de Fortaleza, Ceará | Parámetros climáticos promedio de Fortaleza, Ceará | Parámetros climáticos promedio de Fortaleza, Ceará | Parámetros climáticos promedio de Fortaleza, Ceará |
| Mes                                                | Ene.                                               | Feb.                                               | Mar.                                               | Abr.                                               | May.                                               | Jun.                                               | Jul.                                               | Ago.                                               | Sep.                                               | Oct.                                               | Nov.                                               | Dic.                                               | Anual                                              |
| -------------------------------------------------- | -------------------------------------------------- | -------------------------------------------------- | -------------------------------------------------- | -------------------------------------------------- | -------------------------------------------------- | -------------------------------------------------- | -------------------------------------------------- | -------------------------------------------------- | -------------------------------------------------- | -------------------------------------------------- | -------------------------------------------------- | -------------------------------------------------- | -------------------------------------------------- |
| Temp. máx. abs. (°C)                               | 37.7                                               | 33.3                                               | 32.8                                               | 32.6                                               | 32.8                                               | 31.8                                               | 33                                                 | 34.4                                               | 32.7                                               | 33.4                                               | 33                                                 | 33.2                                               | 37.7                                               |
| Temp. máx. media (°C)                              | 33.5                                               | 33.1                                               | 29.7                                               | 29.7                                               | 29.9                                               | 29.6                                               | 29.5                                               | 29.9                                               | 30.2                                               | 30.5                                               | 30.7                                               | 30.7                                               | 30.6                                               |
| Temp. media (°C)                                   | 27.1                                               | 26.9                                               | 26.4                                               | 26.2                                               | 26.2                                               | 25.8                                               | 25.6                                               | 26.0                                               | 26.4                                               | 26.9                                               | 27.2                                               | 27.3                                               | 26.5                                               |
| Temp. mín. media (°C)                              | 24.4                                               | 24.0                                               | 23.6                                               | 23.4                                               | 23.3                                               | 22.8                                               | 22.4                                               | 22.7                                               | 23.4                                               | 24.1                                               | 24.4                                               | 24.6                                               | 23.6                                               |
| Temp. mín. abs. (°C)                               | 20                                                 | 21.2                                               | 20.2                                               | 20                                                 | 20.6                                               | 20.3                                               | 19.4                                               | 19.4                                               | 20.5                                               | 21                                                 | 21.3                                               | 21                                                 | 19.4                                               |
| Precipitación total (mm)                           | 119.1                                              | 204.6                                              | 323.1                                              | 356.1                                              | 255.6                                              | 141.8                                              | 94.7                                               | 21.8                                               | 22.7                                               | 13.0                                               | 11.8                                               | 44.1                                               | 1608.4                                             |
| Días de lluvias (≥ 1 mm)                           | 11                                                 | 15                                                 | 22                                                 | 21                                                 | 19                                                 | 14                                                 | 10                                                 | 5                                                  | 5                                                  | 4                                                  | 3                                                  | 6                                                  | 135                                                |
| Horas de sol                                       | 225.2                                              | 182.3                                              | 150.0                                              | 157.1                                              | 208.4                                              | 238.7                                              | 268.3                                              | 295.9                                              | 281.6                                              | 291.4                                              | 282.2                                              | 262.3                                              | 2843.4                                             |
| [cita requerida]                                   |                                                    |                                                    |                                                    |                                                    |                                                    |                                                    |                                                    |                                                    |                                                    |                                                    |                                                    |                                                    |                                                    |

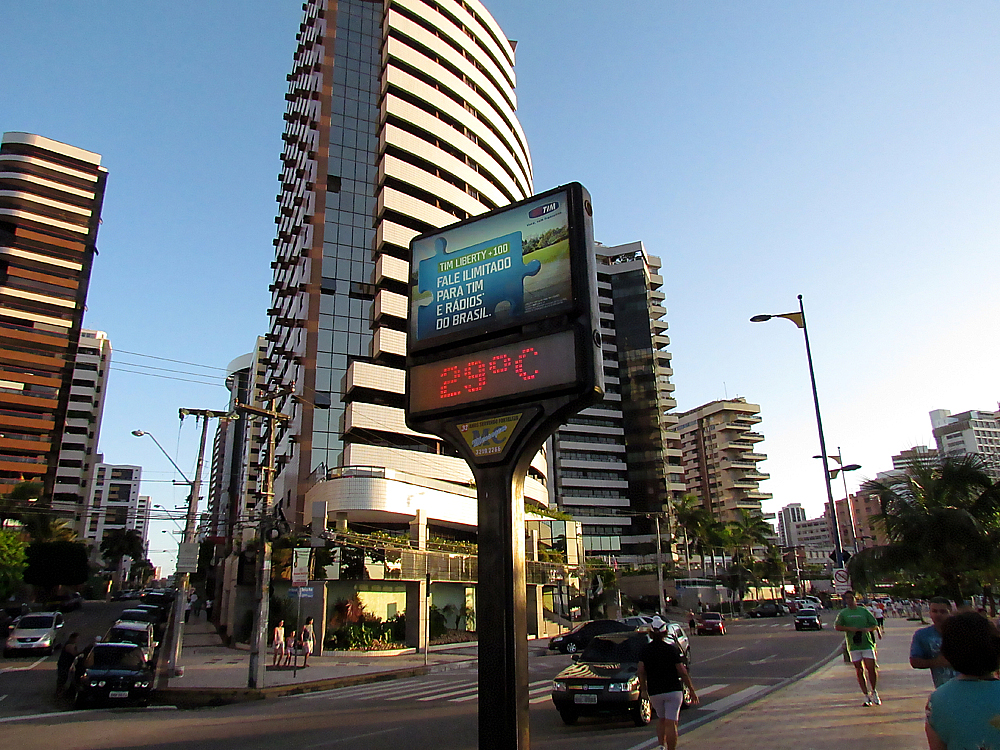
Temperatura promedio de Fortaleza.

Fortaleza tiene un clima tropical semihúmedo con una temperatura media anual compensada de alrededor de 27 °C. Sin tener exactamente definidas las estaciones, está la temporada de lluvias, de enero a junio (verano y otoño) y la estación seca, de agosto a diciembre (invierno y primavera), siendo julio un mes de transición entre las dos estaciones. Según datos del Instituto Nacional de Meteorología (INMET), desde 1931 la temperatura más baja registrada en Fortaleza fue de 17,7 °C el 17 de agosto de 1935, mientras que la máxima alcanzó los 35,2 °C el 11 de enero de 1935, el 25 de diciembre de 1937 y el 28 de febrero de 1938.

## Infraestructura

### Centros comerciales
Según Alshop, Fortaleza concentra 22 de los 24 centros comerciales del estado de Ceará. En tanto, tan sólo nueve son de mediano y gran porte (tienen más de 5 000 m² de superficie bruta alquilable).
Los principales centros comerciales de la ciudad, por orden de inauguración, son:
- Center Um Shopping (1974)

Es el primer centro de comercio de Fortaleza. Fue inaugurado cuando el concepto de centro comercial era distinto al actual, razón por la que es bastante diferente a los demás centros de comercio de la ciudad. Está considerado como uno de los principales responsables de la expansión de la ciudad hacia la zona este del municipio. Se ubica en la avenida Santos Dumont, una de las principales de la ciudad, al 3130, justo enfrente al centro comercial Del Paseo.
- Shopping Iguatemi (1982)

Además de ser uno de los más antiguos, es el más grande y más famoso centro comercial de la ciudad. Ha tenido dos expansiones desde su inauguración y posee más de 300 locales, 2 patios de comidas, 12 salas de cine y un estacionamiento con 4 100 plazas. En junio de 2011, la administración del centro comercial anunció una tercera expansión, que estaría lista para el 2013 o 2014, sumándole casi 29 000 m² de superficie bruta alquilable a sus actuales 60 229,38 m², y convirtiéndolo en uno de los centros más grandes de Brasil. Washington Soares, 85.
- North Shopping (1991)

Está ubicado en un barrio periférico y popular (Av. Bezerra de Menezes, 2450), a diferencia de la mayoría de los centros comerciales de la ciudad, que está concentrada en los barrios más céntricos. El centro de comercio mantiene una plaza cercana (con algunos animales, como patos y avestruces, por ejemplo), popularmente conocida como "Praça do North".
- Shopping Avenida (1994)

Inauguró, en Fortaleza, el concepto de centro de comercio mezclado con edificio comercial. Aunque está ubicado en una zona considerada muy buena en la ciudad, parece haber sido olvidado después de la inauguración del Aldeota, un centro comercial cercano con una estructura visiblemente superior. Av. Dom Luís, 300.
- Shopping Aldeota (1998)

Además de estar en uno de los barrios más caros de Fortaleza, se ubica enfrente a la famosa Plaza Portugal. Los fines de semana, un sector más joven y popular lo frecuenta, debido a que se juntan muchos jóvenes las noches de sábado y domingo en la plaza a la que está enfrentado. Av. Dom Luís, 500.
- Shopping Benfica (1999)

El hecho de estar ubicado en una zona universitaria, hace que este centro comercial sea muy frecuentado por jóvenes. Según una encuesta del Instituto DataFolha, está entre los 3 centros más conocidos por los consumidores fortalecenses. Se supone que este centro se beneficiará comercialmente cuando se inaugure la primera línea del metro de Fortaleza, por el hecho de que estará enfrentado a una de sus estaciones, Benfica. Av. Carapinima, 2200.
- Shopping del Paseo (2000)
- Shopping Via Sul (2008)
- Pátio Dom Luís (2010)
- Shopping Parangaba (2012)
- North Shopping Parangaba (2013)
- Shopping RioMar Fortaleza es un gran centro comercial localizado en el sector Papicú e inaugurado en octubre del 2014.

| Centro comercial          | Inauguración | Superficie alquilable | Superficie construida | Locales | Salas de cine | Cocheras | Barrio          | Dirección               |
| ------------------------- | ------------ | --------------------- | --------------------- | ------- | ------------- | -------- | --------------- | ----------------------- |
| Center Um Shopping        | 1974         | ?                     | ?                     | 48      | 0             | 0380     | Aldeota         | Santos Dumont 3130      |
| Shopping Iguatemi         | 1982         | 060229 m²             | 090079 m²             | 300     | 12            | 4100     | Edson Queiroz   | Washington Soares 85    |
| North Shopping            | 1991         | 062500 m²             | 130000 m²             | 300     | 6             | 3500     | Parquelândia    | Bezerra de Menezes 2450 |
| Shopping Avenida          | 1994         | ?                     | 007504 m²             | 206     | 0             | ?        | Aldeota         | Dom Luís 300            |
| Shopping Aldeota          | 1998         | 014870 m²             | 060286 m²             | 240     | 3             | 1000     | Aldeota         | Dom Luís 500            |
| Shopping Benfica          | 1999         | 009424 m²             | 025000 m²             | 130     | 4             | 3600     | Benfica         | Carapinima 2200         |
| Shopping Del Paseo        | 2000         | 010500 m²             | 037434 m²             | 85      | 2             | 0560     | Aldeota         | Santos Dumont 3131      |
| Shopping Via Sul          | 2008         | 034000 m²             | 128282 m²             | 180     | 5             | 1500     | Sapiranga/Coité | Washington Soares 4335  |
| Pátio Dom Luís            | 2010         | 005000 m²             | 008500 m²             | 61      | 2             | 0600     | Aldeota         | Dom Luís 1200           |
| Shopping Paranbaga*       | 2012         | 032000 m²             | 052000 m²             | 306     | 6             | 1300     | Parangaba       | Germano Frank?          |
| North Shopping Parangaba* | 2013         | 044000 m²             | 060000 m²             | 181     | 6             | 2000     | Parangaba       | José Bastos?            |
| Riomar Shopping*          | 2014         | 090000 m²             | 281000 m²             | 445     | 12            | 6200     | Papicu          | Prisco Bezerra?         |

### Estadios de fútbol
El principal estadio de la ciudad es el Estadio Aderaldo Plácido Castelo, sede de la Copa FIFA Confederaciones 2013 y la Copa Mundial de Fútbol de 2014.

## Cultura

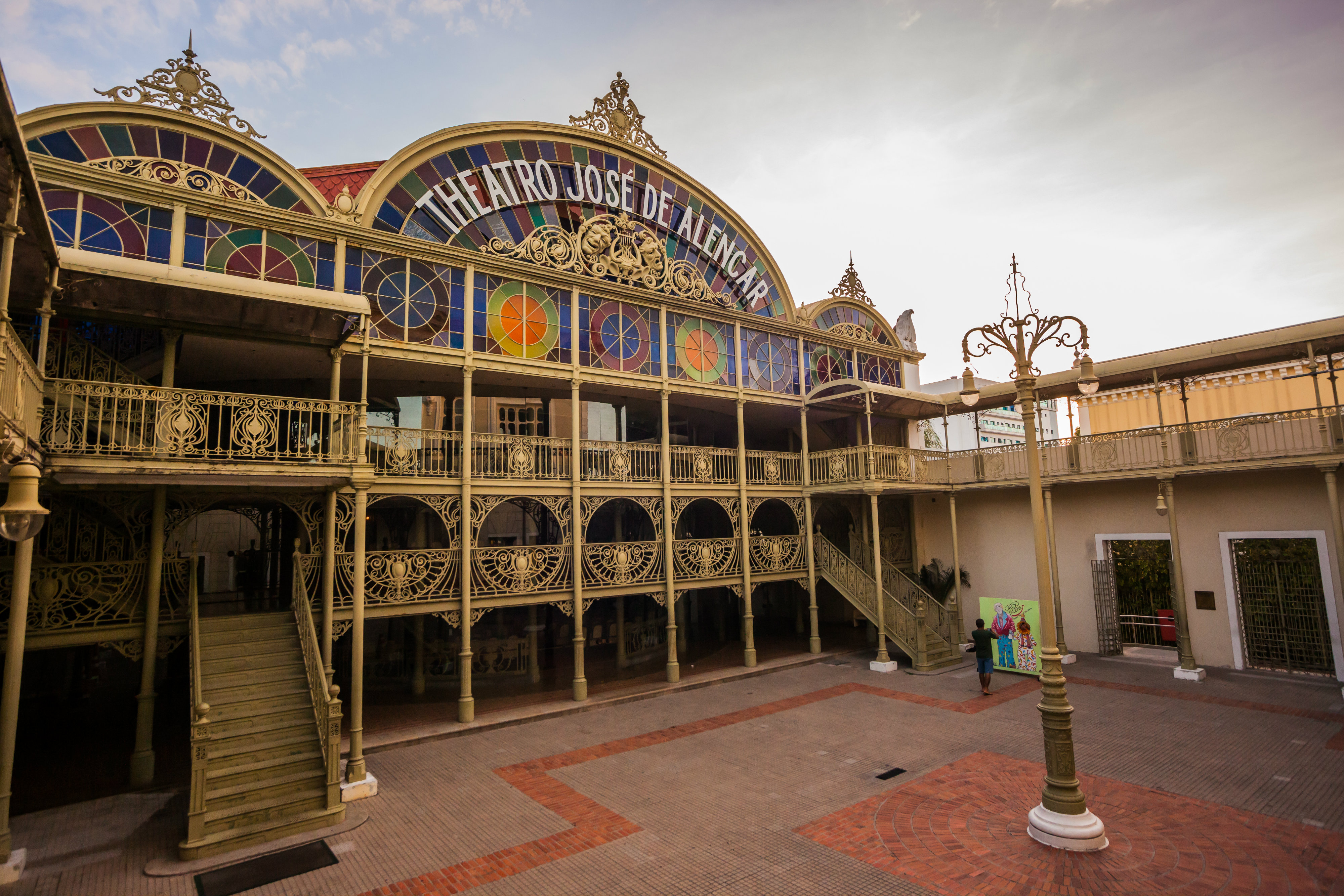
Teatro José de Alencar.

La riqueza cultural también está presente en el municipio, principalmente con el folclore, que tiene sus raíces en el mestizaje de creencias y tradiciones europeas, africanas e indígenas. Entre las manifestaciones culturales se destacan:
- Bumba-meu-boi o Boi-Ceará: son cantos y danzas de culto religioso al buey, de tradición luso-ibérica.
- Dança do coco: (en español danza del coco) originaría entre los negros. En la playa es solamente para hombres y en el sertão es bailada en parejas.
- Torém: danza indígena originaria de los indios tremembés.
- Maracatu
- Violeiros, cantantes y emboladores: manifestación musical generalmente expresando críticas sociales. Tiene origen en la región del nordeste.

### Acento fortalecense

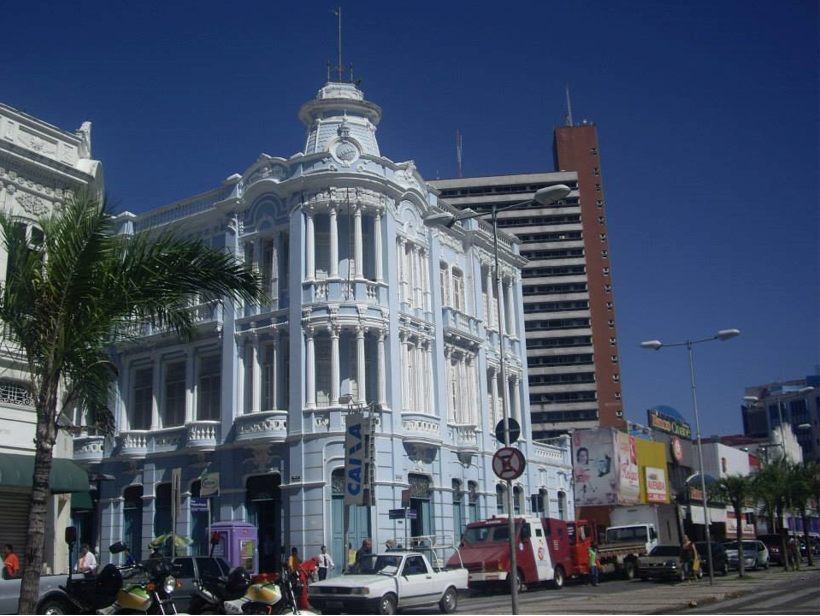
Edificio en el centro de Fortaleza.

El acento fortalecense se asemeja, de una manera general, a los demás acentos del Nordeste de Brasil en el tono, en el ritmo y en la pronunciación de las vocales. Sin embargo, hay algunas diferencias en cuanto a la pronunciación de determinadas consonantes, lo que lo aleja del acento de los estados ubicados al este de la región Nordeste y lo acerca a la pronunciación estándar del portugués de Brasil.
La principal diferencia entre el acento de Fortaleza y el de los estados cercanos es la africación de t y d en /ti/ y /di/ ([tʃi] y [dʒi]), fenómeno común en gran parte de Brasil, pero que no ocurre en la mayor parte del Nordeste, que tiende a pronunciar tales consonantes de manera oclusiva, como en el idioma castellano ([ti] y [di]). El acento de Fortaleza también se diferencia del acento del sur del estado, que habla /ti/ y /di/ como la gran mayoría de la población de la región, seguramente por influencia del estado de Pernambuco.
También hay una diferencia en la pronunciación de la s y la z al final de las sílabas. Mientras en San Pablo son pronunciadas únicamente de manera alveolar y, en la ciudad de Río de Janeiro, de manera palatoalveolar, en Fortaleza se pronuncian como palatoalveolares s y z sólo antes de las letras t y d y, en los demás casos (ante cualesquiera otras consonantes o al final de las palabras), siempre como alveolares. Tal mezcla contribuye al pequeño alejamiento entre el acento de Fortaleza y el de la mayoría de los estados vecinos, que siempre pronuncian las sibilantes de manera livianamente palatoalveolar.

## Fortaleza en la cultura popular

### Televisión
Fortaleza ya ha sido escenario de 3 telenovelas de Globo, principal emisora de televisión de Brasil.
Su debut en las producciones del canal ocurrió en 1982, cuando ambientó parte de la historia de Final Feliz, telenovela en la que tuvo costumbres particulares retratados, como la pesca de crustáceos.
Sin duda, la más importante producción de Globo en Fortaleza ha sido Tropicaliente, de 1994, que tuvo una ciudad escenográfica de 3000 m² construida en la playa de Porto das Dunas, en el municipio de Aquiraz (Região Metropolitana), cerca de Beach Park. La producción de la telenovela contó con la ayuda del Gobierno del Estado de Ceará y, al haber sido un éxito, resultó un aumento considerable del flujo turístico en el estado aquel año.
Fortaleza también ha sido escenario de la novela Meu Bem Querer, de 1998, en la que tuvo exhibidos sus edificios y calles, aunque la historia pasa en la ciudad ficticia de São Tomás de Trás. La novela también tiene escenas filmadas en otras playas del estado de Ceará, como Canoa Quebrada, Morro Branco, Barra Nova, Cumbuco y Jericoacoara.

### Cómics
En 2006, fue lanzado por el editorial Marvel, en Francia, un cómic del famoso personaje Wolverine, de la saga X-Men, ambientado en Fortaleza, específicamente en el barrio Pirambu, la más grande favela de la ciudad y la de mayor concentración urbana de Brasil.
En el cómic, titulado "Wolverine – Saudade", el héroe está de vacaciones en Fortaleza y, después de haberse deparado con distintas situaciones en la favela, intenta rescatar a un chico secuestrado, del que se había hecho amigo poco tiempo antes.
El cómic es firmado por el guionista Jean-David Morvan y por el ilustrador Philippe Buchet, ambos franceses. Morvan, en entrevista a una revista brasileña, contó que se había inspirado en la película Ciudad de Dios para la creación del guion y la mayoría de los personajes de la historieta.

## Principales equipos de fútbol
- Ceará Sporting Club
- Fortaleza Esporte Clube
- Ferroviário Atlético Clube

## Emisoras de televisión en Fortaleza
- Rede TV! Fortaleza (Rede TV!) - Canal 02
- TV Ceará (TV Cultura e TV Brasil) - Canal 05
- TV Cidade de Fortaleza (Rede Record) - Canal 08
- TV Verdes Mares (Rede Globo) - Canal 10
- TV Jangadeiro (SBT) - Canal 12
- TV União (Emisora local) - Canal 17
- TV Diario (Emisora local) - Canal 22
- TV Assembleia (Ceará) (Emisora local) - Canal 30
- TV O Povo (Canal Futura) - canal 48
- TV Capital (Emisora local) - Canal 54
- TV Fortaleza (Emisora local) - Canal 61

## Imágenes

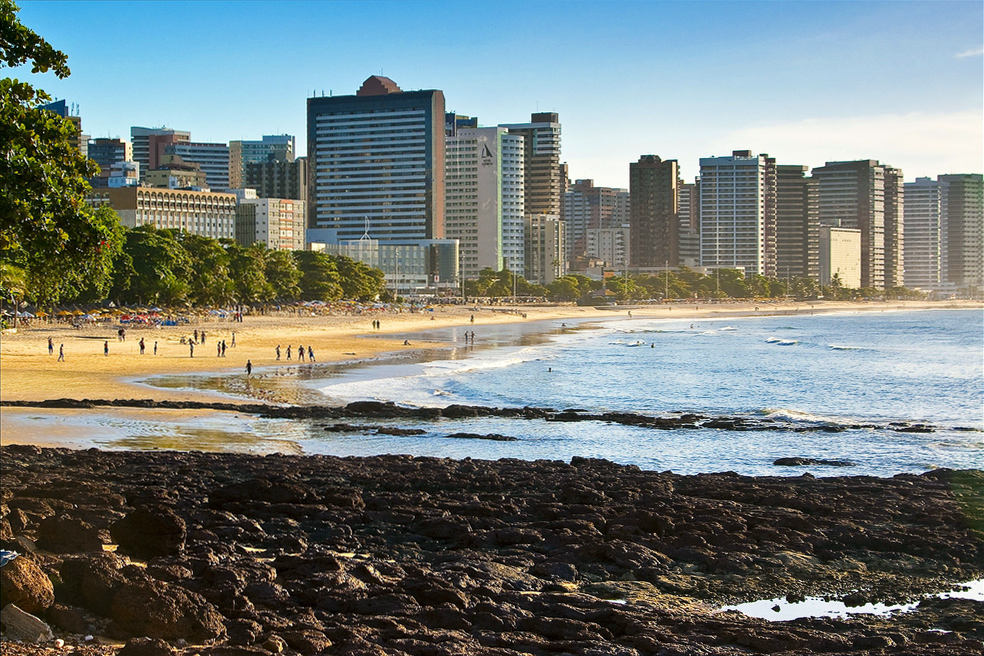
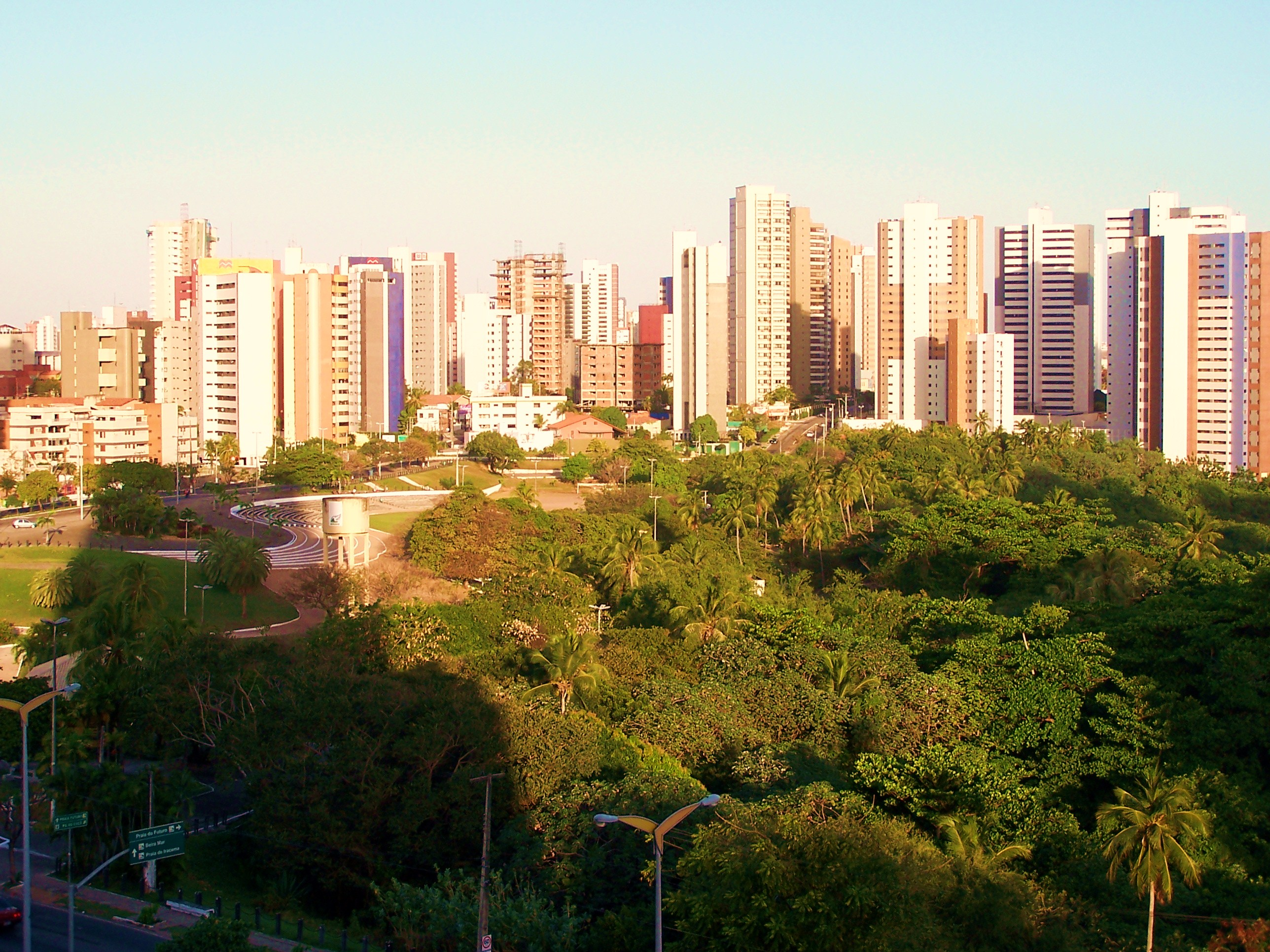
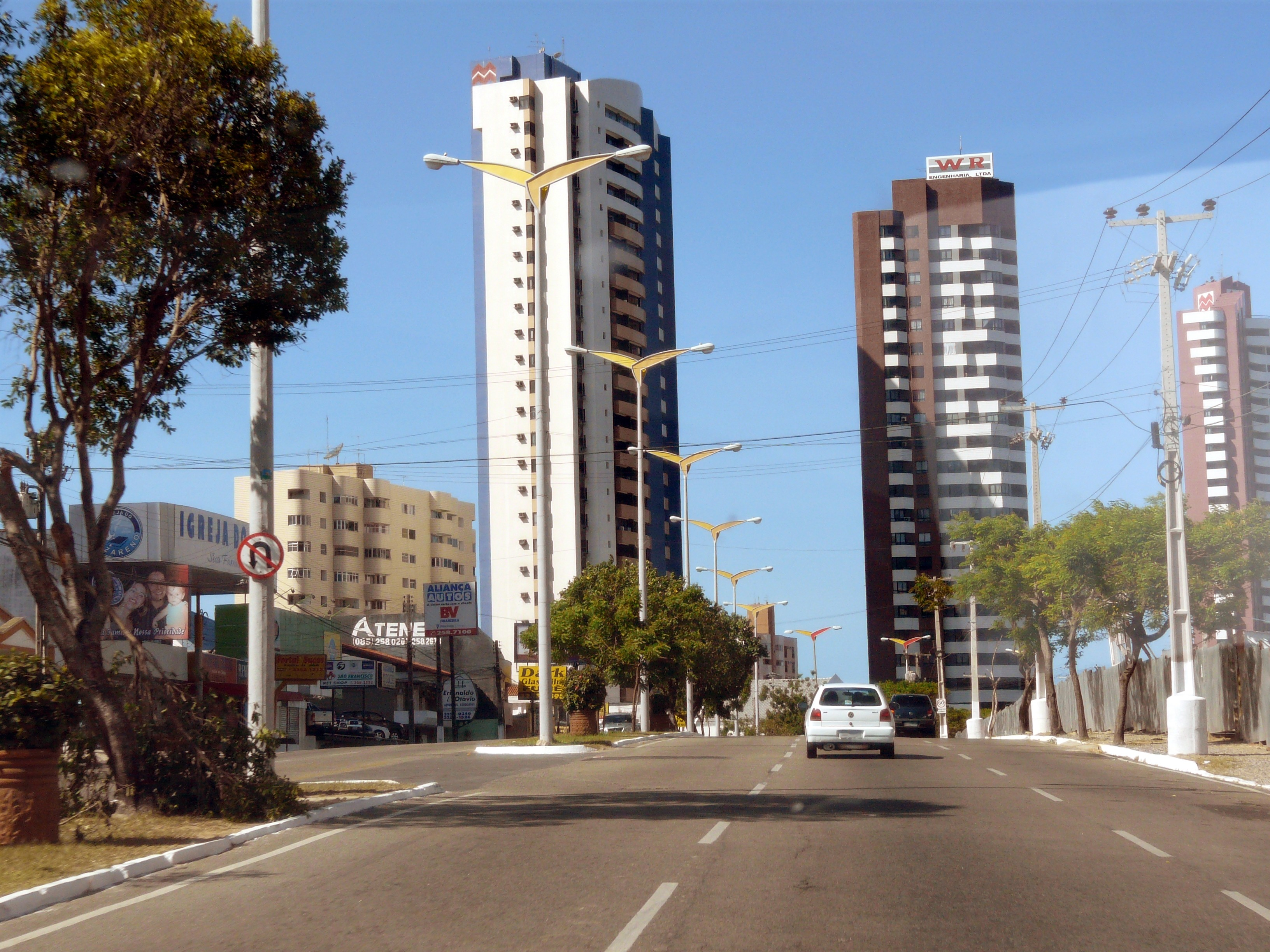
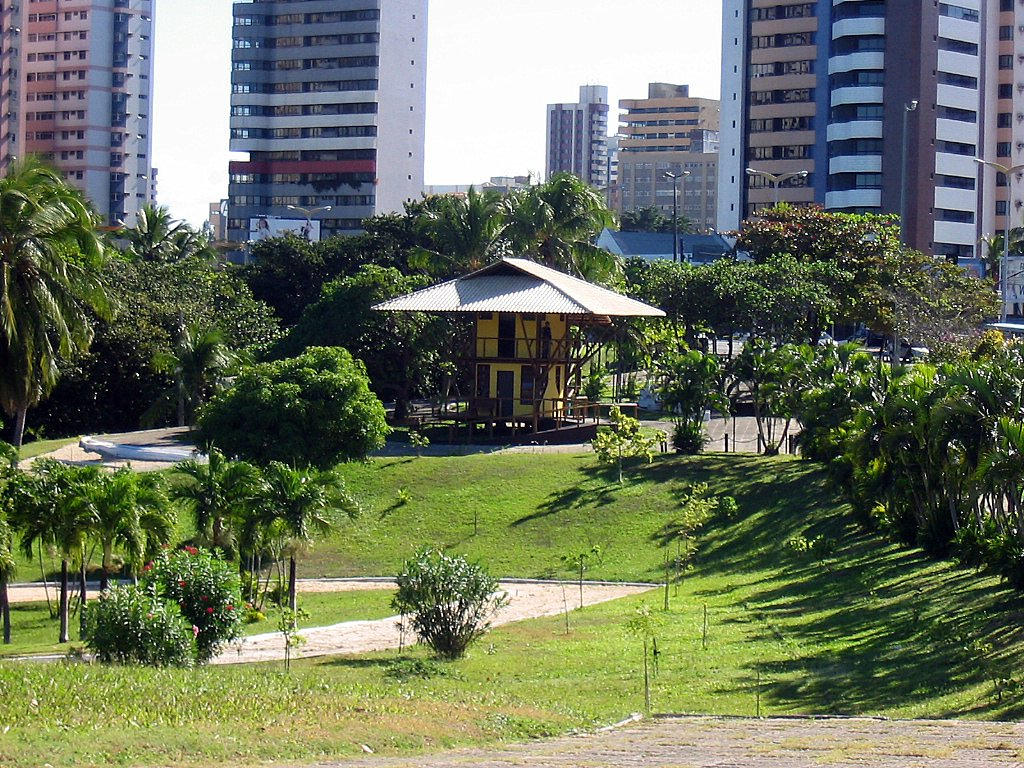
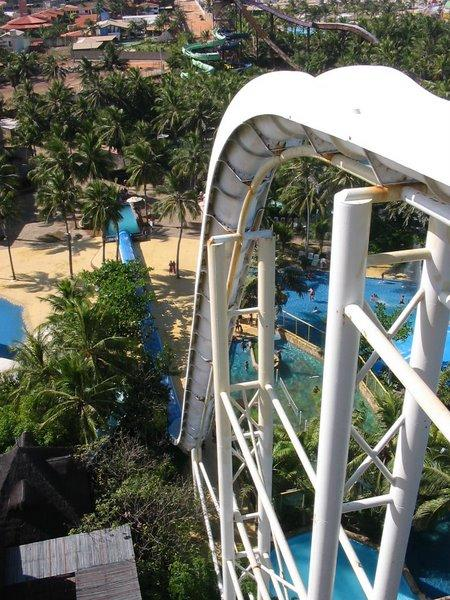
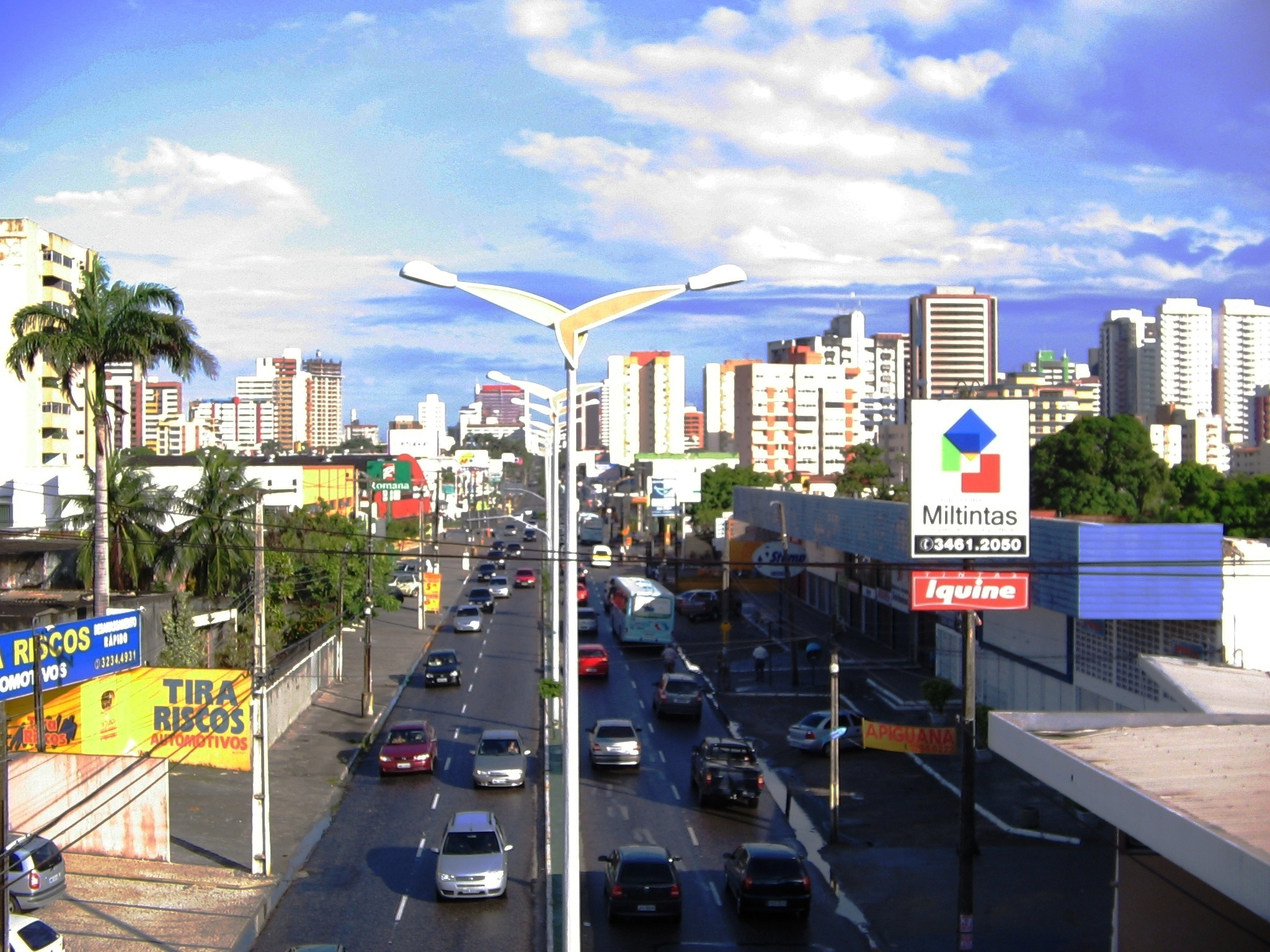
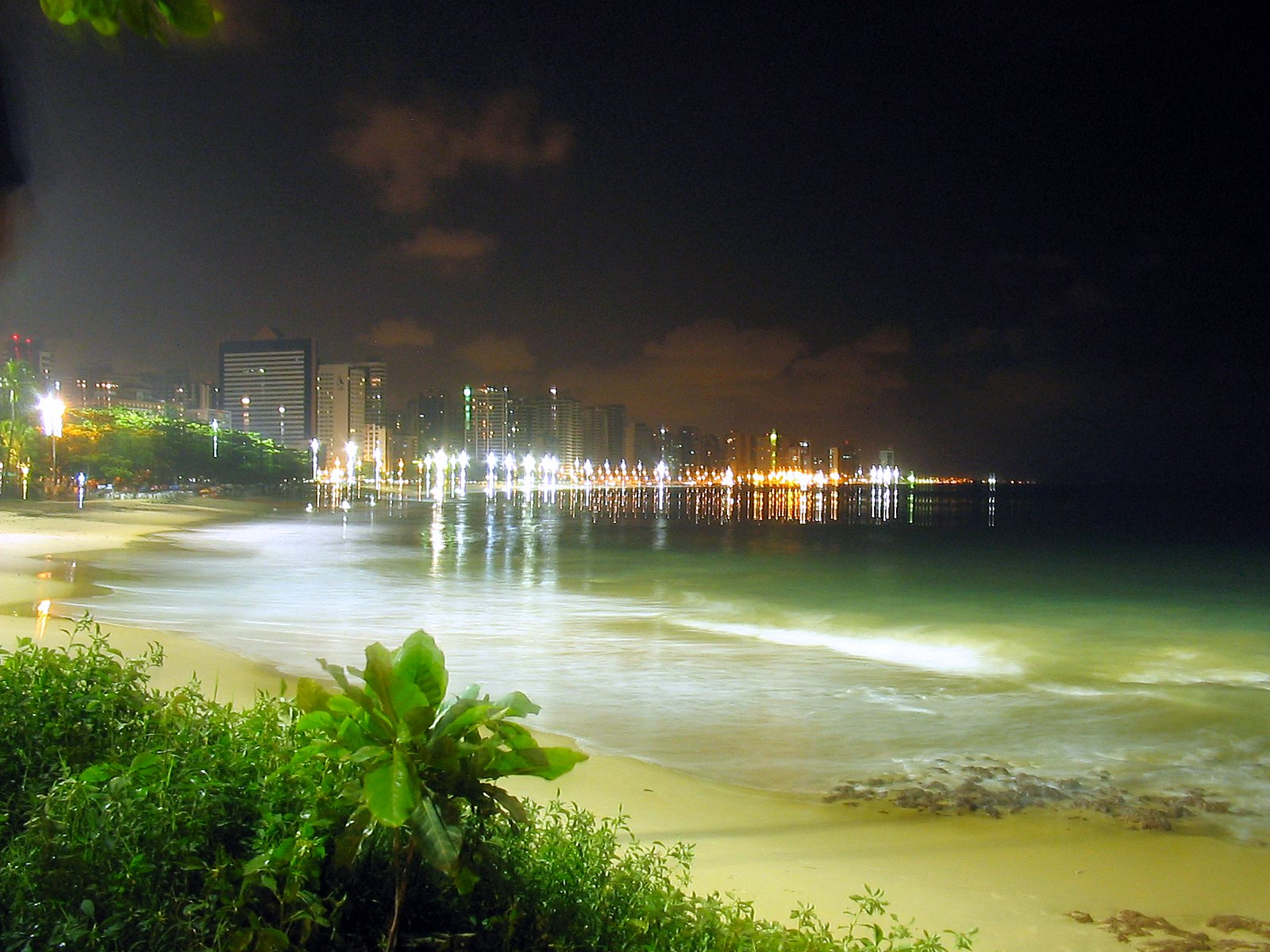
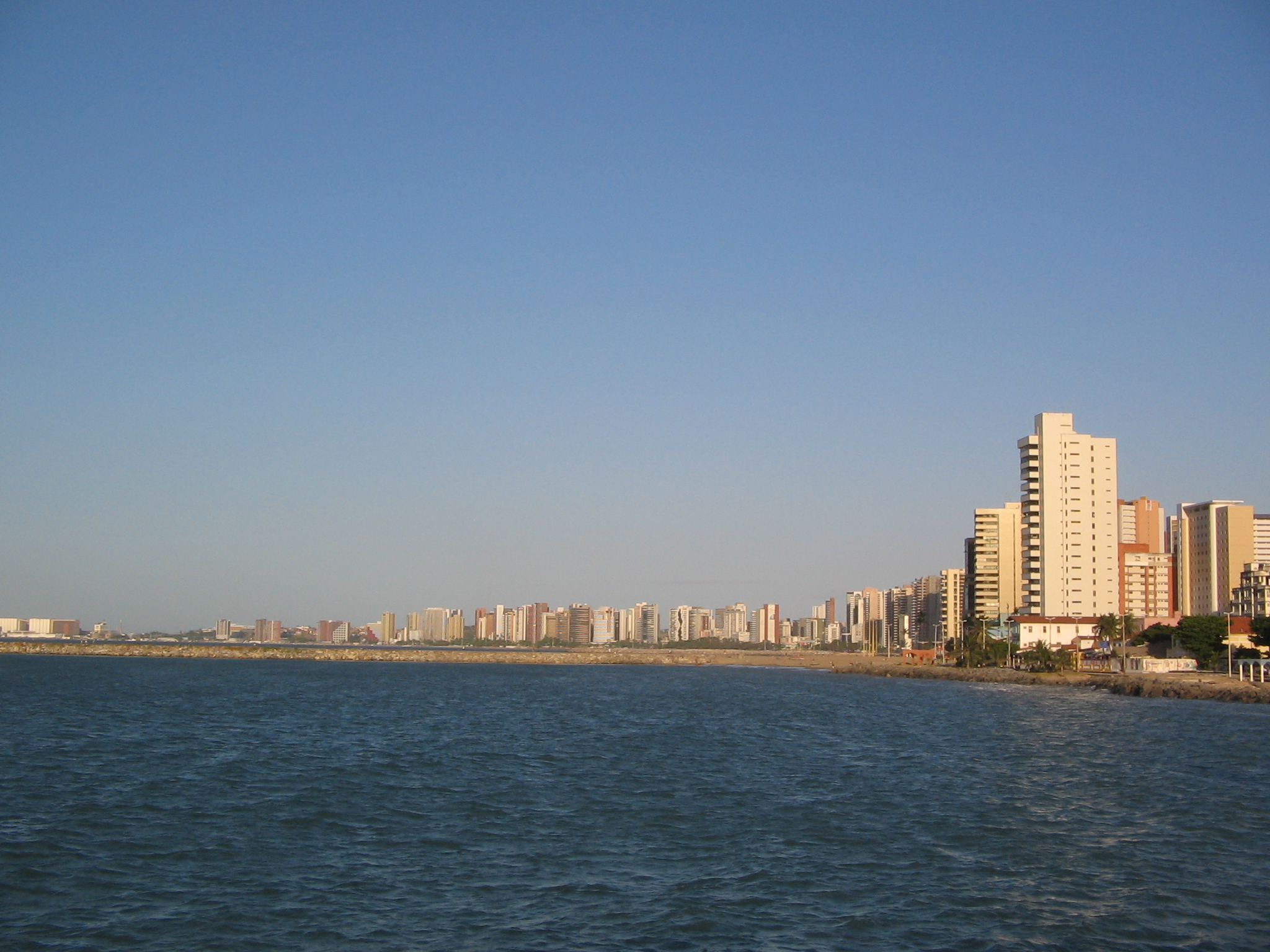